# ド・グラース級軽巡洋艦
ド・グラース級軽巡洋艦 (Croiseurs Légers de la classe De Grasse,De Grasse Class Light Cruisers) とは、フランス海軍の巡洋艦である。本級はフランス海軍が第二次世界大戦前に最後に起工した軽巡洋艦であり、1940年6月の独仏休戦協定によりドイツ軍が鹵獲した。終戦後、ネームシップのみフランスが防空巡洋艦として竣工させた軍艦である。

## 概要
本級はラ・ガリソニエール級軽巡洋艦をタイプシップとし、やや大型化している。1937年計画で1隻が建造されることになった。1938年度計画において2隻の追加建造が承認され、1939年7月20日に建造命令が出された。同年9月に第二次世界大戦が勃発し、建造中止になった。
ドイツ軍のフランス侵攻により、1940年6月にフランスは事実上降伏した。ロリアンはドイツ占領地域となり、同地で建造中のド・グラースもドイツ軍の戦利艦となる。ドイツ海軍は本艦を軽空母に改造したが、ドイツ空母IIは未完成に終わった。終戦後、フランスの所属に戻る。1953年に防空巡洋艦として改設計されて1956年に竣工した。

## 外観について
本級の船体形状はフランス近代巡洋艦伝統の船首楼型船体で、クリッパー型艦首の水面から甲板までの乾舷は高く、本級の凌波性能が高いことをうかがわせる。軽くシアの付いた艦首甲板から前級より引き継がれる「1935年型 15.2cm（55口径）砲」を三連装砲塔に納め、1・2番主砲塔を背負い式で2基、司令塔を基部にもつ近代的な箱型艦橋、全缶全機配置のため一本に纏められた煙突の周囲は広く取られ、煙突の両脇に艦載艇揚収クレーンが1本ずつあり、艦橋と煙突の間が艦載艇置き場となっており、その両脇に甲板1段分下がって55cm三連装魚雷発射管が1基ずつ計2基が配置されている。
煙突の基部は水上機格納庫となっており、舷側に射出カタパルトが左右に1基ずつ計2基とクレーンが左舷側に1基配置された。その後部には単脚式の後檣が立ち、その左右と後部に｢1930年型 9cm(50口径)高角砲｣を連装砲架で三角形状に3基を配置した事により後方へは最大6門、左右方向へは4門が指向できた。その背後に3番主砲塔が後ろ向きに置かれる。
艦尾は前級と同じく垂直に切り立ったトランサム・スターン型艦尾となり艦尾上端部にハイン・マットと呼ばれる水上機揚収施設が内蔵される予定であった。なお、艦尾にも水上機揚収用クレーンが1基付く。

## 武装

### 主砲
主砲は「エミール・ベルタン」より引き継ぐ「1935年型 15.2cm（55口径）速射砲」を採用した。性能は重量54～58.8 kgの砲弾を最大仰角45度で26,960 mまで届かせることが出来るこの砲を3連装砲塔に収めた。俯仰能力は仰角45度、俯角10度で、装填角度は俯角5度から仰角15度の間である。旋回角度は船体首尾線方向を0度として左右150度の旋回角度を持つ、主砲身の俯仰・砲塔の旋回・砲弾の揚弾・装填は主に電力で行われ、補助に人力を必要とした。発射速度は毎分5～8発である。

### 高角砲、その他の備砲
高角砲は前級に引き続き「1926年型 9cm（50口径）高角砲」を採用した。9.51kgの砲弾を仰角45度で15,440 m、対空榴弾を最大仰角80度で10,600mの高度まで到達できた。旋回と俯仰は電動と人力で行われ、左右方向に150度旋回でき、俯仰は仰角80度、俯角5度で発射速度は毎分12～15発だった。これを連装砲架で3基6門を搭載した。
他には「1925年型 37mm（50口径）機関砲」を連装砲架で5基、「1929年型 13.2mm（50口径）機銃」を4連装砲架で1基と連装砲架で2基計12門、他に55cm3連装水上魚雷発射管を2基装備した。　

## 機関
本級は機関配置は単純にボイラー缶・タービン機関を前後に並べる「全缶全機配置」に立ち戻っている。理由はシフト機関配置方式では機関室の長さを短くすることが難しく、防御範囲を狭めて防御重量に充てる事ができないためである。そのため、本級では防御重量を捻出するためにアンドレ式水管缶4基を漢字の「田」の字のように配置し、その後部にタービン機関を2基配置する方式を採った。最大出力は前級の84,000hpから110,000hpが出せる設計とした。

## 防御
舷側装甲帯には105mm、主甲板にも40mm､主砲塔は最高厚100mmの装甲がはられていた｡

## その他
前述のハイン・マットとは洋上に着水した水上機を航行しながら収容するための仕組みで、その名の通り対水性の生地で出来た帯状のマットレスを艦尾から流し、水上を滑走する水上機がそのマットの上に乗った所でマットを巻き取りながら艦尾のクレーンで水上機を甲板に持ち上げる仕組のものである。この利点は多少荒れた水面であっても一旦、マットの上に乗れば機体は安定するので安全に揚収できる。
なお、同様の施設を持つ軍艦には1934年12月に竣工したスウェーデン海軍の航空巡洋艦「ゴトランド」がある。日本海軍も水上機母艦「神威」や「瑞穂」で試験した他、同海軍の大和型戦艦にも初期設計段階で搭載が検討された。

## 同型艦
- ド・グラース：ロリアン工廠で1938年起工、1940年6月建造中止後にドイツ陸軍により鹵獲、ドイツ海軍が航空母艦に改造する。未完成のまま工事中断。連合国により奪回後、1946年9月工事再開、1956年9月3日竣工。
- シャトールノー：ラ・セーヌのフォルジュ・エ・シャンティエ・ド・ラ・メディララネ造船所[3]。未成
- ギッシャン：ボルドーのジロンド造船所[3]。未成

### 注
1. ↑  佛巡洋艦建艦を發令[1]　パリ【七・二〇】フランス政府は國際情勢の緊迫に對處し海軍擴充に腐心しつつあるがカンバンキ海相は廿日目下建造中のド・グラス號級八千噸級巡洋艦シャトールノー號及びギシヤン號二隻の建造命令を發した。右巡洋艦は八千噸、速力卅二節以上、備砲は六吋砲十二門、三.五吋高射砲八門、一.五吋高射砲八門を有し最新鋭の巡洋艦である（以下略）
2. ↑  更に1953年計画で「ド・グラース」と対になる防空巡洋艦「コルベール」の建造が承認され、航空母艦「クレマンソー級」の護衛として建造された。